# Fachstelle der WSV für Verkehrstechniken
Die Fachstelle der Wasserstraßen- und Schifffahrtsverwaltung für Verkehrstechniken (FVT) wurde zum 1. März 2000 als organisatorische Zusammenfassung des Seezeichenversuchsfelds mit weiteren Dienststellen eingerichtet. Sie gehörte als Fachstelle organisatorisch zum WSA Koblenz bzw. später WSA Mosel-Saar-Lahn. Mit Organisationsverfügung vom 1. Dezember 2022 wurde die FVT aufgelöst und Personal und Aufgaben in das neu gegründete Amt für Binnen-Verkehrstechnik (ABVT) überführt. Zusätzlich wurden in die ABVT weitere Binnen-verkehrstechnische Aufgaben der Fachstellen für Maschinenwesen verlagert.

## Aufgaben
- Zentrale Fachdienststelle des Bundesministeriums für Digitales und Verkehr (BMDV) für die Verkehrstechniken und das Schifffahrtszeichenwesen des Bundes.
- Forschung, Entwicklung, Prüfung, Zertifizierung und Betreuung geeigneter Systeme, Anlagen, Geräte und Verfahren für die Sicherung und Erleichterung des Schiffsverkehrs auf Bundeswasserstraßen im Binnen- und Seebereich einschließlich der Hohen See.
- Aufsichtsführende Behörde für das UBI (UKW-Sprechfunkzeugnis für den Binnenschifffahrtsfunk).
- Vertretung der Wasserstraßen- und Schifffahrtsverwaltung des Bundes in nationalen und internationalen Gremien und Organisationen.